# Liberaal Ede
Liberaal Ede (soms ook Leefbaar Ede genoemd) was een plaatselijke politieke partij in de Nederlandse Gemeente Ede van 2000 tot en met 2006.

## Geschiedenis
De partij werd opgericht als afsplitsing van de Edese VVD. Bij de gemeenteraadsverkiezingen van 2002 behaalde de partij 2.935 stemmen. Daardoor kwam de partij met twee zetels in de gemeenteraad. De ontwikkeling van de partij ging evenwel moeizaam omdat een van de oprichters overleed in 2002 en diens opvolger in 2003.
In 2005 kwam de partij in opspraak omdat diverse kernleden logen over hun academische graad. Raadslid en beoogd lijsttrekker Cees Haverhoek bleek als historicus nooit te zijn gepromoveerd en daarmee de doctorstitel ten onrechte te dragen. Zijn beoogd opvolger Peter Bon droeg de titel meester in de rechter, terwijl bleek dat hij nooit een academische studie had afgerond.
In aanloop op de gemeenteraadsverkiezingen van maart 2006 maakte de toenmalige partijvoorzitter Kees Olieman bekend dat de partij niet meer mee zou doen. Van een definitieve opheffing was toen nog geen sprake, maar sindsdien is niets meer van de partij vernomen.